# Achalarus
Achalarus is een geslacht van vlinders van de familie dikkopjes (Hesperiidae), uit de onderfamilie Eudaminae.

## Soorten
- A. albociliatus (Mabille, 1877)
- A. casica (Herrich-Schäffer, 1869)
- A. jalapus (Plötz, 1882)
- A. lyciades (Hübner, 1819)
- A. toxeus (Plötz, 1882)